# VH1 Storytellers (album de Kanye West)
Pour l’article homonyme, voir VH1 Storytellers.
Albums de Kanye West
808s and Heartbreak
(2008) My Beautiful Dark Twisted Fantasy
(2010)
VH1 Storytellers est un album live de Kanye West, sorti le 5 janvier 2010.
Ce concert a été enregistré lors de l'émission musicale VH1 Storytellers de la chaîne VH1. Depuis 1996, de nombreux artistes y sont passés.

## Liste des titres
| No | Titre                     | Producteur(s)                                               | Durée |
| -- | ------------------------- | ----------------------------------------------------------- | ----- |
| 1. | See You in My Nightmares  | Kanye West, No I.D.                                         | 3:13  |
| 2. | Robocop                   | Kanye West                                                  | 6:17  |
| 3. | Flashing Lights           | Kanye West                                                  | 6:41  |
| 4. | Amazing                   | Kanye West, Jeff Bhasker                                    | 8:24  |
| 5. | Touch the Sky             | Just Blaze                                                  | 9:53  |
| 6. | Say You Will              | Kanye West                                                  | 7:42  |
| 7. | Good Life                 | Kanye West, DJ Toomp, Jon Brion                             | 6:30  |
| 8. | Heartless/Pinocchio Story | Kanye West, No I.D.                                         | 11:02 |
| 9. | Stronger                  | Kanye West, Jon Brion, Timbaland (production additionnelle) | 4:52  |